# Josep Coll
Josep Coll i Coll (Barcelona, 8 de febrero de 1924-13 de julio de 1984) fue un historietista español, uno de los clásicos de la revista TBO.

## Biografía
Josep Coll procedía de una familia de clase media. Para ayudar al sostenimiento familiar durante la guerra civil, a los doce años comenzó a trabajar en la cantera familiar, que había sido colectivizada. Acabada la guerra, en 1940 se matriculó en la Escuela de Trabajo y en la Escuela Superior de Arquitectura (especialidad Aparejadores). En el curso 1942-1943 cursó estudios en La Llotja, Escuela de Artes y Oficios Artísticos.
En 1948, tras volver del servicio militar, publica en las revistas Chispa, KKO y Pocholo. Al año siguiente lo hará también en Nicolás, Timoteo, Mundo Infantil y La Risa. En estos primeros años de aprendizaje se ajusta al estilo de estas publicaciones infantiles basadas en historietas con personajes fijos. Creará algunos de ellos, como «Cocoduro, conde de Calvatiesa», del que Chispa publicará doce historietas. Su colaboración con la revista TBO se inició en 1949. 
En las páginas de TBO, Coll supo crear un estilo único especializándose en historietas sin personajes fijos, protagonizadas por estereotipos como el vagabundo, el náufrago, el caníbal, el cazador/explorador y los porteadores africanos, el automovilista, el ciudadano de a pie, etc. A menudo prescindía de los diálogos para la realización de sus historietas, que solían ser breves, de argumento sencillo y esquemático, y terminaban siempre con el fracaso del protagonista, al estilo de las películas de cine mudo, del que era un gran admirador.
Además de para TBO, trabajó para otras revistas, en español y en catalán, como La Risa, Álex, Tururut o L'Infantil (para la que creó una de sus poquísimas series con personajes fijos: En Bufa i en Pumpun). 
Entre 1964 y 1981 abandonó el tebeo para trabajar como albañil, oficio que había aprendido de joven y había abandonado en 1950. Aunque pueda parecer increíble, a pesar de la fama y el prestigio conseguidos por Coll, ganaba más en la construcción que dibujando historietas, que TBO siguió republicando ininterrumpidamente hasta su desaparición en 1998.
En los años 80, gracias sobre todo a la revista Cairo y a su editor Joan Navarro, se reivindicó la figura de Coll, llegando a editarse una antología, De Coll a Coll (1984). Ese mismo año recibió el premio del Club de Amigos de la Historieta en el IV Salón del Cómic de Barcelona. Sin embargo, murió el 13 de julio de 1984, a los 60 años de edad, como consecuencia de una fuerte depresión.